# Ikuzō Saitō
Ikuzō Saitō (jap. 斎藤育造 Saitō Ikuzō; ur. 11 sierpnia 1960) – japoński zapaśnik w stylu klasycznym. Dwukrotny olimpijczyk. Brązowy medalista z Los Angeles 1984 i szósty w Seulu 1988 w kategorii 48 kg.
Jedenasty zawodnik mistrzostw świata w 1987. Brązowy medal na igrzyskach azjatyckich w 1986 roku.